# میلو مانارا
ماوریلیو مانارا - با نام حرفه‌ای میلو مانارا شناخته می‌شود- (زاده ۱۲ سپتامبر ۱۹۴۵ در لوسون، آلتو آدیگ)، هنرمند و نویسنده کتاب‌های مصور است که بیشتر به خاطر نگاه اروتیک به رسانه‌ها مشهور است.

## زندگی
پس از تحصیل در معماری و نقاشی، اولین کتاب مصورش را در سال ۱۹۶۹ با کار روی مجموعه نابغه آغاز کرد که بدست انتشارات شناخته‌شده فوریو وانیو منتشر شد. او در سال ۱۹۷۰ برای مجله وحشت شروع به نقاشی کرد و در سال ۱۹۷۱ کار بر روی نقاشی سری داستان‌های اروتیک جولاندا دآلماویوا نوشته فرنسیسکو روبینو را آغاز کرد. با پیوستن به مجله جوانان ایل بورگزه ریولوزیوناریو با روبینو، کارلو باربیری، مینو میلانی و سیلویو پیسو همکار شد. او با سیلویو پیسو کتاب‌های مصور تلرومپو و استراتژیا دلا تنسیونه را در سال ۱۹۷۴ و سری لا پارولا آلا گیوریا را در سال ۱۹۷۵ با نویسندگی مینو میلانی منتشر کرد. او لو اسکیموتو (به معنی میمون) را در سال ۱۹۷۶ از روی داستان شاه میمون در مجله آلتر لینوس منتشر کرد.
در این دوره او کارهایی را در مجلات مصور فرانسوی-بلژیکی مانند چارلی منسول، پیلوته و اکو دس ساوانس منتشر کرد. او برای داستان ادامه دارد، داستان‌های اولیه اچ‌پی و جوزپه برگمن را نوشت که پس از چندی به کارهای بسیاری تبدیل شد. شخصیت اچ‌پی از روی یکی از دوستان مانارا (هوگو پرات) الهام گرفته شده است که از شخصیت‌های اصلی بهترین آثار او به شمار می‌رود.
اعتبار مانارا از کتاب‌های مصوری سرچشمه می‌گیرد که در آن زنانی زیبا و برازنده در سناریوهای نادوست‌داشتنی اروتیک گیر میفتند. این رویه خطی مشی مخصوصی را برای مانارا در برداشته‌است.

## کتابشناسی
| عنوان اصلی                                      | عنوان انگلیسی                                         | سال۰ | نکات                        |
| ----------------------------------------------- | ----------------------------------------------------- | ---- | --------------------------- |
| Jolanda de Almaviva - La Figlia del Mare        |                                                       | ۱۹۷۱ | نوشته فرانسیسکو روبینو      |
| La parola alla giuria                           |                                                       | ۱۹۷۵ | نوشته مینو میلانی           |
| Alessio, Il Borghese Rivoluzionario             | Alessio                                               | ۱۹۷۵ | نوشته سیلوریو پیسو          |
| Lo scimmiotto                                   | The Ape                                               | ۱۹۷۶ | نوشته سیلوریو پیسو          |
| Un uomo un'avventura: L'uomo delle nevi         | The Snowman                                           | ۱۹۷۸ | نوشته آلفردو کاستلی         |
| HP e Giuseppe Bergman                           | HP and Giuseppe Bergman                               | ۱۹۷۸ |                             |
| Le avventure asiatiche di Giuseppe Bergman      | The Indian Adventures of Giuseppe Bergman             | ۱۹۸۰ |                             |
| L'uomo di carta, o Quattro dita                 | The Paper Man                                         | ۱۹۸۲ |                             |
| Tutto ricominciò con un'estate Indiana          | Indian Summer                                         | ۱۹۸۳ | به همراه هوگو پرات          |
| Il gioco                                        | Click                                                 | ۱۹۸۳ |                             |
| Il profumo dell'invisibile                      | Butterscotch                                          | ۱۹۸۶ |                             |
| Candid camera                                   | Hidden Camera                                         | ۱۹۸۸ |                             |
| L'apparenza inganna                             |                                                       | ۱۹۸۸ |                             |
| Viaggio a Tulum                                 | Trip to Tulum                                         | ۱۹۸۹ | به همراه فدریکو فلینی       |
| L'arte della sculacciata                        | The Art of Spanking                                   | ۱۹۸۹ | نوشته جان پیر رنارد         |
| Le avventure africane di Giuseppe Bergman       | An Author in Search of Six Characters and Dies Irae ۰ | ۱۹۹۰ |                             |
| Breakthrough                                    |                                                       | ۱۹۹۰ | نوشته نیل گیمن              |
| Il gioco 2                                      | Click 2                                               | ۱۹۹۱ |                             |
| El Gaucho                                       | El Gaucho                                             | ۱۹۹۱ | به همراه هوگو پرات          |
| Il sogno di Oengus                              |                                                       | ۱۹۹۱ | نوشته جیوردانو برتی         |
| Il viaggio di G. Mastorna detto Fernet          |                                                       | ۱۹۹۲ | به همراه فدریکو فلینی       |
| La feu aux entrailles                           |                                                       | ۱۹۹۳ | به همراه پدرو آلمودووار     |
| Il gioco vol.3                                  | Click 3                                               | ۱۹۹۴ |                             |
| Seduzioni                                       |                                                       | ۱۹۹۴ |                             |
| Storie brevi                                    | Shorts                                                | ۱۹۹۵ |                             |
| I viaggi di Gulliver, o Gulliveriana            | Gulliveriana                                          | ۱۹۹۵ | بر اساس کتاب جاناتان سوییفت |
| Kamasutra                                       | Manara's Kama Sutra                                   | ۱۹۹۷ | بر اساس متن واتسیایانا      |
| Ballata in si bemolle                           | Fatal Rendezvous                                      | ۱۹۹۷ |                             |
| L'asino d'oro                                   | The Golden Ass                                        | ۱۹۹۹ | بر اساس متن آپولیوس         |
| Le avventure metropolitane di Giuseppe Bergman۰ | The Urban Adventures of Giuseppe Bergman ۰            | ۱۹۹۹ |                             |
| Bolero                                          |                                                       | ۱۹۹۹ |                             |
| Tre ragazze nella rete                          | www.                                                  | ۲۰۰۰ |                             |
| Rivoluzione                                     | Revolution                                            | ۲۰۰۰ |                             |
| Il gioco vol.4                                  | Click 4                                               | ۲۰۰۱ |                             |
| Il profumo dell'invisibile 2                    | Butterscotch 2                                        | ۲۰۰۱ |                             |
| Le donne di Manara                              | Women of Manara                                       | ۲۰۰۱ |                             |
| Memory                                          |                                                       | ۲۰۰۱ |                             |
| Fuga da Piranesi                                | Piranese: The Prison Planet                           | ۲۰۰۲ |                             |
| Il pittore e la modella                         | The Model                                             | ۲۰۰۲ |                             |
| Pin-up art                                      |                                                       | ۲۰۰۲ |                             |
| Aphrodite                                       | Aphrodite, Book 1                                     | ۲۰۰۳ | نوشته پیر لوییس             |
| Donne e motori                                  |                                                       | ۲۰۰۳ |                             |
| Fellini                                         |                                                       | ۲۰۰۳ |                             |
| L'odissea di Bergman                            | The Odyssey of Giuseppe Bergman                       | ۲۰۰۴ |                             |
| I Borgia - La conquista del papato              | Borgia 1: Blood for the Pope                          | ۲۰۰۴ | به همراه الخاندرو جودوروسکی |
| The Sandman: Endless Nights                     |                                                       | ۲۰۰۴ | نوشته نیل گیمن              |
| I Borgia vol.2 - Il potere e l'incesto          | Borgia 2: Power and Incest                            | ۲۰۰۶ | به همراه الخاندرو جودوروسکی |
| Quarantasei                                     |                                                       | ۲۰۰۶ | به همراه والنتینو روسی      |
| I Borgia vol. 3                                 | Borgia 3: Flames from Hell                            | ۲۰۰۸ | به همراه الخاندرو جودوروسکی |
| X-Men: Ragazze in fuga                          | X-Women                                               | ۲۰۰۹ | نوشته کریس کلیرمونت         |
| Gli Occhi di Pandora                            | Pandora's Eyes                                        | 2009 | نوشته وینچنزو کرامی         |

## جوایز
- ۱۹۷۸:برنده جایزه یلوکید و گران گوینگی از ایتالین آرتیست[۳]
- ۱۹۹۸: جایزه هاروی
- ۲۰۰۴: جایزه ایزنر